# استان بلقا
 استان بلقاء  (به عربی:  محافظة البلقاء ) نام استانی در کشور پادشاهی اردن است.  
البلقاء  یکی از نام‌های قدیم اردن بوده‌است. 

## جمعیت
جمعیت آن  در حدود  ۷۱۱۰۰ هزار نفر می‌باشد.
اکثر ساکنان آن مسلمان سنی مذهب هستند

## شهرها و دهستان‌ها و مناطق
استان بلقاء شامل شهرها و دهستان‌ها و مناطق زیر می‌باشد:
- منطقه ابو نصیر
- ماحص
- الفحیص
- وادی شعیب
- عین باشا
- زی
- علان
- عیرا
- یرقا
- دیرعلا
- شونه جنوبی (الشونة الجنوبیة)

## کوچ‌نشینان استان بلقان
استان بلقاء شامل عشایر و قبایل متعددی است که مهم‌ترین آن‌ها عبارت‌اند از:
- قبیلهٔ بنی حسین
- قبیلهٔ الرقاد
- قبیلهٔ الحدید
- قبیلهٔ الحمیدة

## عشایر
- عشایر العدوان
- عشایر العباد  (العبادی)
- عشایر الزبون  و تیره‌های گوناگون آنها که در جای‌جای استان پراکنده‌اند.

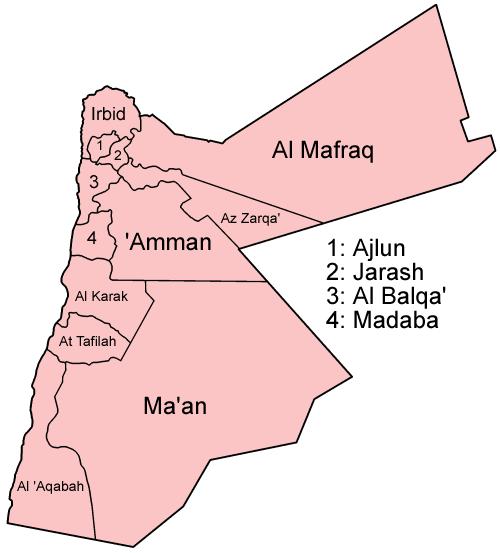